# Stanislav Kozubek
Stanislav Kozubek, né le 9 juin 1980 à Prague, est un coureur cycliste tchèque.

## Palmarès sur route

### Par années
- 2004
  - 3e du Grand Prix Kooperativa
- 2005
  - 3e de Brno-Velká Bíteš-Brno
  - 3e du championnat de République tchèque sur route
  - 3e du Grand Prix cycliste de Gemenc
- 2006
  -  Champion de République tchèque sur route
  - 4eb étape du Tour de Slovaquie
  - 2e du Tour de Vysočina
- 2007
  -  Champion de République tchèque du contre-la-montre
  - 2e et 4e (contre-la-montre) étapes du Tour de Vysočina
  - Prague-Karlovy Vary-Prague
  - 2e du Tour de Vysočina
- 2008
  - 3e du championnat de République tchèque sur route
- 2009
  - 2e du championnat de République tchèque du contre-la-montre
  - 3e du championnat de République tchèque sur route
- 2010
  - Tour de Vysočina :
    - Classement général
    - 1re étape

  - 2e de Brno-Velká Bíteš-Brno
  - 2e du Tour de Haute-Autriche
  - 2e du championnat de République tchèque sur route
  - 3e du Raiffeisen Grand Prix
- 2011
  - Classement général du Tour de République tchèque
  - 2e étape du Tour de Vysočina
  - 2e du Tour de Vysočina
- 2012
  - 1re étape du Tour de République tchèque (contre-la-montre par équipes)
  - Tour de Vysočina :
    - Classement général
    - 2e et 4e étapes

### Classements mondiaux
| Année           | 2005 | 2006 | 2007 | 2008 | 2009 | 2010 | 2011 | 2012 |
| --------------- | ---- | ---- | ---- | ---- | ---- | ---- | ---- | ---- |
| UCI Asia Tour   |      |      | 245e | 249e |      |      |      |      |
| UCI Europe Tour | 332e | 134e | 271e | 903e | 627e | 123e | 208e | 367e |

## Palmarès sur piste

### Championnats du monde juniors
- 1999
  -  Médaillé de bronze de la poursuite par équipes juniors

### Championnats d'Europe espoirs
- Brno 2001
  -  Champion d'Europe de poursuite par équipes espoirs (avec Michal Kesl, Alois Kaňkovský et Libor Hlavac)
  -  Médaillé d'argent de la course aux points espoirs

### Championnats nationaux
- Champion de République tchèque du scratch en 2005
- Champion de République tchèque de poursuite par équipes en 2005 (avec Jan Kunta, Martin Bláha et Petr Lazar)